# Framtidspartiet i Lekeberg
Framtidspartiet i Lekeberg (FL) är ett lokalt politiskt parti i Lekebergs kommun som bildades inför valet till kommunfullmäktige 2010.
I valet till kommunfullmäktige i Lekebergs kommun 2010 fick Framtidspartiet i Lekeberg 7,57 procent av rösterna och fick därmed tre mandat i kommunfullmäktige. I valet 2014 minskade partiet och fick 6,21 procent av rösterna och minskade därmed till två mandat i kommunfullmäktige. Vid kommunalvalet i Lekeberg 2018 fick partiet 5,40 procent av rösterna och behöll därmed sina två mandat i kommunfullmäktige.

## Valresultat
| År   | Röster | %    | Mandat |
| ---- | ------ | ---- | ------ |
| 2010 | 355    | 7,57 | 3 / 35 |
| 2014 | 303    | 6,21 | 2 / 35 |
| 2018 | 282    | 5,40 | 2 / 35 |
| 2022 | 292    | 5,23 | 2 / 35 |